# Lamine Ben Aziza
Lamine Ben Aziza (Grombalia, 10 novembre 1952) è un ex calciatore tunisino, di ruolo portiere.

## Palmarès

### Club

#### Competizioni nazionali
- Campionato tunisino: 1

Étoile du Sahel: 1971-1972
- Coppa di Tunisia: 2

Étoile du Sahel: 1973-1974, 1974-1975